# Coupe de Tunisie
Der Coupe de Tunisie (deutsch: Tunesischer Pokal) ist der jährlich ausgetragene nationale Pokalwettbewerb für Fußball-Vereinsmannschaften in Tunesien. Der Landespokal wurde erstmals 1922 ausgespielt.
Das Endspiel wird im Stadion Radés ausgetragen, welches Platz für 60.000 Zuschauer bietet.

## Pokalsieger vor der Unabhängigkeit Tunesiens
- 1922/23: Avant Garde
- 1923/24: Racing Club
- 1924/25: Stade Gaulois
- 1925/26: Sporting Club
- 1926/27: Stade Gaulois

Pokal wurde zwischen 1928 und 1929 nicht ausgetragen
- 1929/30: US Tunisienne
- 1930/31: US Tunisienne
- 1931/32: Racing Club
- 1932/33: US Tunisienne
- 1933/34: US Tunisienne
- 1934/35: US Tunisienne
- 1935/36: Italia Tunis
- 1936/37: Stade Gaulois
- 1937/38: Sporting Club
- 1938/39: Espérance Sportive de Tunis

Pokal wurde zwischen 1940 und 1941 nicht ausgetragen
- 1941/42: Stade Africain Menzel Bourguiba (damals als US Ferryville)

Pokal wurde zwischen 1943 und 1944 nicht ausgetragen
- 1944/45: Olympique Tunis
- 1945/46: Patrie FC (Bizerte)
- 1946/47: Club Sportif de Hammam-Lif
- 1947/48: Club Sportif de Hammam-Lif
- 1948/49: Club Sportif de Hammam-Lif
- 1949/50: Club Sportif de Hammam-Lif
- 1950/51: Club Sportif de Hammam-Lif

Pokal wurde zwischen 1952 und 1953 nicht ausgetragen
- 1953/54: Club Sportif de Hammam-Lif
- 1954/55: Club Sportif de Hammam-Lif

- Stade Africain Menzel Bourguiba wurde in der Saison 1941/42 als erster Verein, der nicht aus der Hauptstadt Tunis kommt nationaler Pokalsieger.

## Die Pokalsieger nach der Unabhängigkeit Tunesiens (1956)

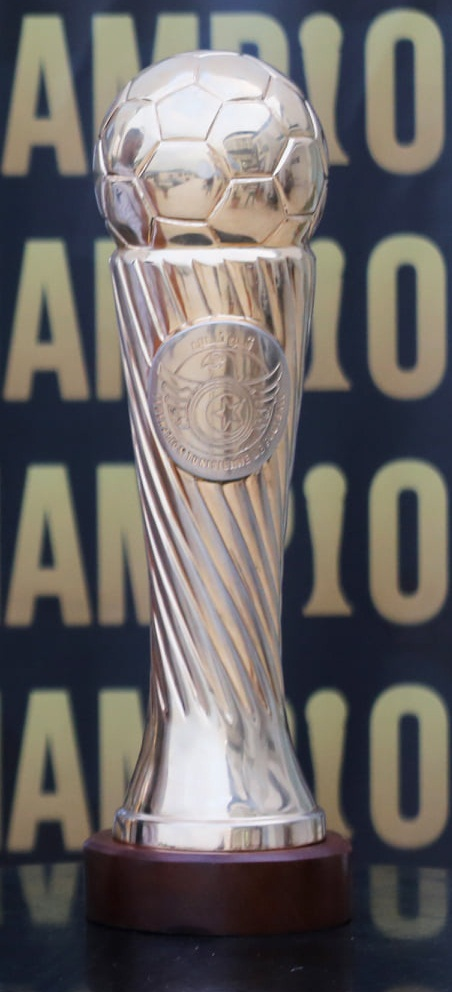
Coupe de Tunisie

| Saison  | Pokalsieger                                                     | Ergebnis                                                        | Pokalfinalist                                                   |
| ------- | --------------------------------------------------------------- | --------------------------------------------------------------- | --------------------------------------------------------------- |
| 1955/56 | Stade Tunisien                                                  | 3:1                                                             | Club Africain                                                   |
| 1956/57 | Espérance Sportive de Tunis                                     | 2:1                                                             | Étoile Sportive du Sahel                                        |
| 1957/58 | Stade Tunisien                                                  | 2:0                                                             | Étoile Sportive du Sahel                                        |
| 1958/59 | Étoile Sportive du Sahel                                        | 2:2 (3:2 i. E.)                                                 | Espérance Sportive de Tunis                                     |
| 1959/60 | Stade Tunisien                                                  | 2:0                                                             | Étoile sportive du Sahel                                        |
| 1960/61 | AS Marsa                                                        | 0:0 (3:0 i. E.)                                                 | Stade Tunisien                                                  |
| 1961/62 | Stade Tunisien                                                  | 1:1 (1:0 Wiederholungsspiel)                                    | Stade Soussien                                                  |
| 1962/63 | Étoile Sportive du Sahel                                        | 0:0 (2:1 i. E.)                                                 | Club Africain                                                   |
| 1963/64 | Espérance Sportive de Tunis                                     | 1:0                                                             | Club Sportif de Hammam-Lif                                      |
| 1964/65 | Club Africain                                                   | 0:0 (2:1 i. E.)                                                 | AS Marsa                                                        |
| 1965/66 | Stade Tunisien                                                  | 1:0                                                             | AS Marsa                                                        |
| 1966/67 | Club Africain                                                   | 2:0                                                             | Étoile Sportive du Sahel                                        |
| 1967/68 | Club Africain                                                   | 3:2                                                             | Sfax Railways Sports                                            |
| 1968/69 | Club Africain                                                   | 2:0                                                             | Espérance Sportive de Tunis                                     |
| 1969/70 | Club Africain                                                   | 0:0 (5:3 i. E.)                                                 | AS Marsa                                                        |
| 1970/71 | Club Sportif Sfaxien                                            | 1:0                                                             | Espérance Sportive de Tunis                                     |
| 1971/72 | Club Africain                                                   | 1:0                                                             | Stade Tunisien                                                  |
| 1972/73 | Club Africain                                                   | 1:0                                                             | AS Marsa                                                        |
| 1973/74 | Étoile Sportive du Sahel                                        | 1:0                                                             | Club Africain                                                   |
| 1974/75 | Étoile Sportive du Sahel                                        | 1:1 (3:0 i. E.)                                                 | El Makarem de Mahdia                                            |
| 1975/76 | Club Africain                                                   | 1:1 (3:1 i. E.)                                                 | Espérance Sportive de Tunis                                     |
| 1976/77 | AS Marsa                                                        | 3:0                                                             | Club Sportif Sfaxien                                            |
| 1977/78 | Pokal wurde aufgrund der tunesischen WM-Teilnahme nicht beendet | Pokal wurde aufgrund der tunesischen WM-Teilnahme nicht beendet | Pokal wurde aufgrund der tunesischen WM-Teilnahme nicht beendet |
| 1978/79 | Espérance Sportive de Tunis                                     | 0:0 (3:2 i. E.)                                                 | Sfax Railways Sports                                            |
| 1979/80 | Espérance Sportive de Tunis                                     | 2:0                                                             | Club Africain                                                   |
| 1980/81 | Étoile Sportive du Sahel                                        | 3:1                                                             | Stade Tunisien                                                  |
| 1981/82 | Club Athlétique Bizertin                                        | 1:0                                                             | Club Africain                                                   |
| 1982/83 | Étoile Sportive du Sahel                                        | 3:1                                                             | AS Marsa                                                        |
| 1983/84 | AS Marsa                                                        | 0:0 (5:4 i. E.)                                                 | Club Sportif Sfaxien                                            |
| 1984/85 | Club Sportif de Hammam-Lif                                      | 0:0 (3:2 i. E.)                                                 | Club Africain                                                   |
| 1985/86 | Espérance Sportive de Tunis                                     | 0:0 (4:1 i. E.)                                                 | Club Africain                                                   |
| 1986/87 | Club Athlétique Bizertin                                        | 1:0                                                             | AS Marsa                                                        |
| 1987/88 | Club Olympique des Transports                                   | 1:1 (5:4 i. E.)                                                 | Club Africain                                                   |
| 1988/89 | Espérance Sportive de Tunis                                     | 2:0                                                             | Club Africain                                                   |
| 1989/90 | AS Marsa                                                        | 3:2                                                             | Stade Tunisien                                                  |
| 1990/91 | Espérance Sportive de Tunis                                     | 2:1                                                             | Étoile sportive du Sahel                                        |
| 1991/92 | Club Africain                                                   | 2:1                                                             | Stade Tunisien                                                  |
| 1992/93 | Olympique de Béja                                               | 0:0 (3:1 i. E.)                                                 | AS Marsa                                                        |
| 1993/94 | AS Marsa                                                        | 1:0                                                             | Étoile Sportive du Sahel                                        |
| 1994/95 | Club Sportif Sfaxien                                            | 2:1                                                             | Olympique de Béja                                               |
| 1995/96 | Étoile Sportive du Sahel                                        | 2:1                                                             | Jeunesse Sportive Kairouanaise                                  |
| 1996/97 | Espérance Sportive de Tunis                                     | 1:0                                                             | Club Sportif Sfaxien                                            |
| 1997/98 | Club Africain                                                   | 1:1 (4:3 i. E.)                                                 | Olympique de Béja                                               |
| 1998/99 | Espérance Sportive de Tunis                                     | 2:1                                                             | Club Africain                                                   |
| 1999/00 | Club Africain                                                   | 0:0 (4:2 i. E.)                                                 | Club Sportif Sfaxien                                            |
| 2000/01 | Club Sportif de Hammam-Lif                                      | 1:0                                                             | Étoile Sportive du Sahel                                        |
| 2001/02 | Pokal wurde aufgrund der tunesischen WM-Teilnahme nicht beendet | Pokal wurde aufgrund der tunesischen WM-Teilnahme nicht beendet | Pokal wurde aufgrund der tunesischen WM-Teilnahme nicht beendet |
| 2002/03 | Stade Tunisien                                                  | 1:0                                                             | Club Africain                                                   |
| 2003/04 | Club Sportif Sfaxien                                            | 2:0                                                             | Espérance Sportive de Tunis                                     |
| 2004/05 | Espérance Sportive de Zarzis                                    | 2:0                                                             | Espérance Sportive de Tunis                                     |
| 2005/06 | Espérance Sportive de Tunis                                     | 2:2 (5:4 i. E.)                                                 | Club Africain                                                   |
| 2006/07 | Espérance Sportive de Tunis                                     | 2:1                                                             | Club Athlétique Bizertin                                        |
| 2007/08 | Espérance Sportive de Tunis                                     | 2:1                                                             | Étoile Sportive du Sahel                                        |
| 2008/09 | Club Sportif Sfaxien                                            | 1:0                                                             | US Monastir                                                     |
| 2009/10 | Olympique de Béja                                               | 1:0                                                             | Club Sportif Sfaxien                                            |
| 2010/11 | Espérance Sportive de Tunis                                     | 1:0                                                             | Étoile Sportive du Sahel                                        |
| 2011/12 | Étoile Sportive du Sahel                                        | 1:0                                                             | Club Sportif Sfaxien                                            |
| 2012/13 | Club Athlétique Bizertin                                        | 2:1                                                             | AS Marsa                                                        |
| 2013/14 | Étoile Sportive du Sahel                                        | 1:0                                                             | Club Sportif Sfaxien                                            |
| 2014/15 | Étoile Sportive du Sahel                                        | 4:3                                                             | Stade Gabèsien                                                  |
| 2015/16 | Espérance Sportive de Tunis                                     | 2:0                                                             | Club Africain Tunis                                             |
| 2016/17 | Club Africain Tunis                                             | 1:0                                                             | US Ben Guerdane                                                 |
| 2017/18 | Club Africain Tunis                                             | 4:1                                                             | Étoile Sportive du Sahel                                        |
| 2018/19 | Club Sportif Sfaxien                                            | 0:0 (5:4 i. E.)                                                 | Étoile Sportive du Sahel                                        |
| 2019/20 | US Monastir                                                     | 2:0                                                             | Espérance Sportive de Tunis                                     |
| 2020/21 | Club Sportif Sfaxien                                            | 0:0 (5:4 i. E.)                                                 | Club Africain                                                   |
| 2021/22 | Club Sportif Sfaxien                                            | 2:0                                                             | AS Marsa                                                        |
| 2022/23 | Olympique de Béja                                               | 1:0                                                             | Espérance Sportive de Tunis                                     |
| 2023/24 | Stade Tunisien                                                  | 2:0                                                             | Club Athlétique Bizertin                                        |
| 2024/25 | Espérance Sportive de Tunis                                     | 1:0                                                             | Stade Tunisien                                                  |

## Rangliste
| Verein                          | Siege | Saison                                                                                         |
| ------------------------------- | ----- | ---------------------------------------------------------------------------------------------- |
| Espérance Sportive de Tunis     | 16    | 1939, 1957, 1964, 1979, 1980, 1986, 1989, 1991, 1997, 1999, 2006, 2007, 2008, 2011, 2016, 2025 |
| Club Africain                   | 13    | 1965, 1967, 1968, 1969, 1970, 1972, 1973, 1976, 1992, 1998, 2000, 2017, 2018                   |
| Étoile Sportive du Sahel        | 10    | 1959, 1963, 1974, 1975, 1981, 1983, 1996, 2012, 2014, 2015                                     |
| Club Sportif de Hammam-Lif      | 9     | 1947, 1948, 1949, 1950, 1951, 1954, 1955, 1985, 2001                                           |
| Club Sportif Sfaxien            | 7     | 1971, 1995, 2004, 2009, 2019, 2021, 2022                                                       |
| Stade Tunisien                  | 7     | 1956, 1958, 1960, 1962, 1966, 2003, 2024                                                       |
| AS Marsa                        | 5     | 1961, 1977, 1984, 1990, 1994                                                                   |
| Union Sportive Tunisienne       | 5     | 1930, 1931, 1933, 1934, 1935                                                                   |
| Olympique de Béja               | 3     | 1993, 2010, 2023                                                                               |
| Club Athlétique Bizertin        | 3     | 1982, 1987, 2013                                                                               |
| Stade Gaulois                   | 3     | 1925, 1927, 1937                                                                               |
| Racing Club Tunis               | 2     | 1924, 1932                                                                                     |
| Sporting Club Tunis             | 2     | 1926, 1938                                                                                     |
| US Monastir                     | 1     | 2020                                                                                           |
| Espérance Sportive de Zarzis    | 1     | 2005                                                                                           |
| Club Olympique des Transports   | 1     | 1988                                                                                           |
| Patrie Football Club Bizertin   | 1     | 1946                                                                                           |
| Olympique de Tunis              | 1     | 1944                                                                                           |
| Stade Africain Menzel Bourguiba | 1     | 1942                                                                                           |
| Italia Tunis                    | 1     | 1936                                                                                           |
| Avant-Garde                     | 1     | 1923                                                                                           |